# Valeria Cappellotto
Valeria Cappellotto (28 de janeiro de 1970 — 17 de setembro de 2015) foi uma ciclista italiana que competia em provas de ciclismo de estrada.
Irmã de Alessandra Cappellotto, campeã mundial em 1997.
Valeria foi campeã italiana de ciclismo em estrada de 1999.
Obteve várias vitórias no Giro d'Italia, no Tour de France, na Emakumeen Euskal Bira, no Giro della Toscana e o Trofeo Binda. Ela também participou em dois Jogos Olímpicos, em Barcelona 1992 e Sydney 2000.